# Levi ben Gershon
Levi ben Gershon (hebr: לוי בן גרשון), mer känd som Gersonides eller under den rabbinska akronymen Ralbag, född 1288 i Languedoc, död troligen 1344, var en betydande talmudist, matematiker och filosof. 
Trots att han lyckades skriva flera kommentarer till Tanach finns inga bevis för att Gershon accepterade en position som rabbin i församlingen. Han författade även flera verk inom naturvetenskap och astronomi. Han gjorde också åtskilliga kommentarer till för hans samtid kända verk av filosofen Aristoteles och den muslimske teologen Averroës.